# Панграм
Панграм (грч. πᾶν γράμμα, pan -  све + gramma - слово) или панграмска реченица је реченица у којој се користе сва слова азбуке бар једном.
Начелно, само су кратки панграми интересантни: састављање реченице са што мањим бројем поновљених слова је изазован задатак. Мада, и дужи панграми који су домишљати, хумористични или ексцентрични могу бити вредни пажње. Супротност панграму је липограм, где је циљ испуштање једног или више слова.

## Типови панграма
Савршени панграм је анаграм алфабета, односно свако слово се у реченици јавља само једном. Такав панграм је врло тешко постићи без коришћења личних имена и скраћеница. Основни разлог је однос сугласника и самогласника у алфабету.
У српском језику до сада није пронађена ниједна савршена смислена реченица.
Такође, под овим условима, није пронађена савршена реченица ни у језицима који користе латиничко писмо.

### Панграми од 26 слова
У „Оксфордском водичу за игру речима“ може се видети неколико реченица на енглеском језику које користе само 26 слова абецеде:
- .
  - Дубљење жлебова у кварцу досађивало је достављачима из удолине. (Није савршена реченица јер користи велшку реч вел. cwm - удолина)
- .
  - Неуредне ноћне даме досађивале су Џеку К.
- .
  - Џ. К. Шварц бацио је моју кутију В. Д. Пајку.
- .
  - Вулгарно: Нимфе-трансвестити из ТВ квиза пушиле су курац Џону Кенедију.

## Најпознатији панграми
Најпознатији панграми, у светским размерама, свакако су енглески The quick brown fox jumps over the lazy dog и Jackdaws love my big sphinx of quartz.

### 

#### Историја
Панграм енгл. The quick brown fox jumps over the lazy dog се јавља још крајем 19. века, а коришћен је у књизи Извиђање за дечаке (1908) као реченица за вежбу у одржавању везе. Касније су тај панграм популаризовале америчке компаније Вестерн јунион и Телефонска компанија, које су га користиле за тестирање тачности и поузданости рада телепринтерске комуникационе опреме.

#### Употреба
се још увек користи у радио-комуникацији на кратким таласима, где врло често претходи телепринтерским емисијама и служи углавном за подешавање пријемних уређаја.
У ери рачунара се често користи као узорак текста за приказивање фонтова.

##### Microsoft Windows
У оперативном систему Microsoft Windows је у програм Fontview.EXE убачен узорак текста, који се приказује тим програмом. Од Windows-а 3.1 та реченица је The quick brown fox jumps over the lazy dog. 1234567890, која приказује и бројеве. У Windows-у  је додата алтернативна реченица Jackdaws love my big sphinx of quartz. 123456890. Уз то, локализоване верзије користе различите реченице кад се гледају локални фонтови. У ОС Windows Vista је избачена фраза Jackdaw, али су и даље доступне локализоване реченице.

##### ПрограмМајкрософт ворд
У програму Мајкрософт ворд, ако се откуца =rand(x,y) (где су x и y цели бројеви) и притисне Enter, убациће се x пасуса, сваки са по y понављања реченице The quick brown fox jumps over the lazy dog. (Ако се не наведу x и y параметри, исписаће се 3 пасуса са по 5 реченица.)

#### Превод
Растко Ћирић, професор на Факултету примењених уметности у Београду, покушао је да уради панграмски превод ове реченице и добио нешто мање успешан резултат, али и даље занимљив: Брза вижљаста лија хоће да ђипи преко њушке флегматичног џукца.

### 
Развитком штампе у 16. веку, штампарије су добиле потребу за каталозима у којима би били представљени сви типови слова са којима штампарија располаже. Поред штампања алфабета, додаван је произвољан, „лажан“ текст, који је садржао сва слова алфабета. Смисао текста није био битан, јер је служио само да се дочара визуелни изглед штампане стране. У ту сврху је најчешће коришћен текст lorem ipsum.

#### Историја
Панграмска реченица Lorem ipsum води порекло из Цицероновог De finibus bonorum et malorum (О сврси Добра и Зла). Оригинални почетак дела је: Neque porro quisquam est qui dolorem ipsum quia dolor sit amet, consectetur, adipisci velit (у слободном преводу: „Не постоји нико ко воли бол због бола самог и ко зато жели да га има"). Претпоставља се да је садашњу форму
реченица добила 1960-их година. Варијације су честе, а најчешће се додају слова која нису уобичајена или се не јављају у латинском језику (k, w, z). Оригинални дужи облик је

#### Употреба
се често користи у типографији и у дизајнирању Web презентација. Многи програми (и за стоно издаваштво [] и за израду Web страна) имају Lorem ipsum генератор, који из базе речи (обично из оригиналног Lorem ipsum текста) генерише псеудо-случајни текст у пасусима са произвољним бројем речи. Добијени текст личи на латински, али нема никакав смисао.

## Панграми на српском језику
Српски језик има 30 гласова, односно 30 слова. Однос самогласника и сугласника је 5:25, тако да је немогуће избећи гомилање сугласника и према томе вероватно није могуће саставити савршен панграм.

### Историја
Недељник „Политикин Забавник“ је 1984. расписао конкурс за „Реченицу од најмање слова”. Правила игре су била да сваки сугласник у реченици мора да се појави само једном, а самогласници најмање по једном, али да реченица не буде дужа од 35 слова. Ниједна приспела реченица није била ни близу границе, најкраћа је имала 44 слова. Ово су неке реченице са тог конкурса:
- Фијуче ветар у шибљу, леди пасаже и куће иза њих и гунђа у оџацима. (52, 1. награда)
- Вук Његошу: „Не ломи џабе перо, дођи тићу, чије се фаце зажељех”. (48, 2. награда)
- Ниџо, чежњиво гледаш фотељу, а Ђура и Мика хоће позицију себи. (49, 3. награда)
- Људи, јазавац Џеф трчи по шуми глођући неко сухо жбуње. (44, најкраћа на конкурсу)
- Боја ваше хаљине, госпођице Џафић, тражи да за њу кулучим. (46)
- Хаџи Ђера је заћутао и бацио чежњив поглед на шољу с кафом. (47)
- Џабе се зец по Хомољу шуња, чувар Јожеф лако ће и ту да га нађе. (48)
- Оџачар Филип шаље осмехе туђој жени, а његова кућа без деце. (48)
- Џајић одскочи у аут и избеже ђон халфа Пецеља и његов шамар. (48)
- Пламте оџаци фабрика а чађаве гује се из њих дижу и шаљу ноћ. (48)
- Ајшо, лепото и чежњо, за љубав срца мога, дођи у Хаџиће на кафу. (48)
- Љубазни фењерџија чађавог лица хоће да ми покаже штос. (45)

"Политикин забавник“ је приредио још један конкурс, овог пута бирајући најкраћи панграм. Победио је Петар Томец из Нове Горице, који је саставио панграм на словеначком језику од 30 слова:
Pri Jakcu bom vzel šest čudežnih fig! (Код Јакца ћу узети шест чудесних смокава!)
Треба имати у виду да се словеначко писмо састоји од 20 сугласника и 5 самогласника, без незгодних слова Ђ, Џ, Љ, Њ, Ћ. И поред тога, реченица Петра Томеца плени својом лепотом и подсећа на енглеску „брзу лисицу“.

### Развој
Касније су се разни аутори огледали у састављању панграма.
(Одабрани су панграми без личних имена, ако постоје реченице са истим бројем слова)
- Иван Клајн:
  - Боже, џентлмени осећају физичко гађење од прљавих шољица! (48)
  - Дочепаће њега јака шефица, вођена љутом срџбом злих жена. (48)
  - Пази, геџо, брже однеси шефу тај ђавољи чек: њим плаћа цех. (45)
  - Фине џукце озлеђује бич: одгој их пажњом, стрпљивошћу. (44)
  - Замишљао би кафеџију влажних прстића, црњег од чађи. (43)
  - Ђаче, уштеду плаћај жаљењем због џиновских цифара. (42)
- Растко Ћирић:
  - Реците жељу и биће — мађија џиновског духа из флаше почиње. (47)
  - Јеж хоће пецкањем да вређа љубичастог џина из флаше. (43)
  - Плашљив зец хоће јефтину дињу: грожђе искамчи џабе. (42)
  - Џак је пун жица: чућеш тад свађу због ломљења харфе. (41)
  - Шеф џабе звиждуће: млађи хрт јаче кљуца њеног пса. (40)
  - Одбациће кавгаџија плаштом чађ у жељезни фењер. (40)
  - Дебљи кројач: згужвах смеђ филц у тањушни џепић. (39)
  - Штеф, бацих сломљен дечји зврк у џеп гђе Жуњић. (37)
  - Дебљој згужвах смеђ филц — њен шкрт џепчић. (34)

Актуелни рекорд држи новосадски енигмата, шампион квизова „Бројке и слова“ и „Слагалица“, Зоран Радисављевић. Његова реченица има само три слова више од савршеног панграма и тренутно је најкраћа панграмска реченица на српском језику!
ЊОЈ ПЉАЧКОМ ЗГРЋЕШ ТУЂ ЦД, ВХС, БЕЖ ФИЛЏАН! (33)
Са овом реченицом Радисављевић се такмичио 1998. године на Првенству Хрватске у енигматици, које организује загребачки часопис „Квискотека“, и том приликом, у конкуренцији 297 аутора и преко 1000 панграма, његов рад је проглашен за најкраћи. Ипак, на крају је заузео 10. место, јер се поред дужине панграма оцењивао и уметнички утисак. Победнички рад саставио је Чедомир Јелић из Пржића (БиХ), чија реченица је гласила: Бошњак Фадил Хаџић жучљив зет најгрђем писцу!
Ево још неких Радисављевићевих панграма до 40 слова:
- - Џандрљив муж псује кафиће што због њих ђаци лочу! (40)
  - Фин ђогат цуња - беше плах суздржљивом џокејчићу! (40)
  - Фуј, због џепа ћеш смрдљив жличњак на туђ цех! (36)
  - Због њих смрдљив ђак Џеф штанцује жлепчић! (35)

## Примери на другим језицима
| Језик                   | Реченица | Превод | Користи сва слова?                                                                                 |
| ----------------------- | -------- | --- | -------------------------------------------------------------------------------------------------- |
| Бугарски                | .        | Чупави зечић отрча под јужно, плаво расцветало дрво. | да                                                                                                 |
| Грчки                   |          | Слобода захтева врлину и храброст. (Андреас Калвос) | не                                                                                                 |
| Дански                  | .        | Учесници квиза су јели јагоде са кремом, док је кловн Валтер свирао на ксилофону. | не                                                                                                 |
| Енглески                | .        | Брза смеђа лисица скаче преко лењог пса. | да                                                                                                 |
| Есперанто               | .        | Промена одјека сваког четвртка. | не (али садржи све знакове карактеристичне за есперанто)                                           |
| Естонски                | .        | Нездравом челисту-фељтонисту Чику из Загреба је било хладно у бедној гаражи. | да                                                                                                 |
| Исландски               | .        | Да је овде била нова секира, лопови би осетили јаче застрашивање и казну. | да                                                                                                 |
| Ирски                   | .        | Исус, син блажене Девице, искупио је семе Еве и Адама. | да                                                                                                 |
| Италијански             | .        | Али лисица, својим скоком, достигла је мирног пса. | да                                                                                                 |
| Јапански                |          | И боје и слатки мирис / ће најзад ишчезнути / Чак и наш свет / Није вечит / Дубоке планине ништавости / Пређи данас / И површни снови / Више те неће завести. (из Ироха-уте)                                           | све безвучне Хирагане осим ん                                                                      |
| Каталонски              | .        | Тај идиот Јан је купио вино од смокве. | да                                                                                                 |
| Кинески                 |          | Поглед је бескрајно широк. Изван прозора је плаво небо. | не (таква реченица би била немогућа за све намене; дословно има десетине хиљада кинеских знакова.) |
| Корејски                |          | Windows подршка преко фонта Hangul. | не                                                                                                 |
| Летонски                | .        | Црвена морска прасад плива у мору. | да                                                                                                 |
| Литвански               | .        | Неискривљен мачеваочев мач севну и прободе облу лубеницу. | да                                                                                                 |
| Мађарски                | .        | Срдит Мексиканац, који је ухватио свог неверног зета, боји Веселењијеву кућу у месту Квито. | не                                                                                                 |
| Немачки                 | .        | Дванаест боксера гоне Виктора преко бедема (острва) Силт. | да (укључујући умлауте и )                                                                         |
| Норвешки (bokmål)             | .        | Добар есеј мора, пре свега, да буде јасан. Затим, мора бити одговарајући. Аристотел. | не                                                                                                 |
| Пољски                  | .        | Чувар је гурнуо кост у кесу за прање факса. | да                                                                                                 |
| Португалски             | .        | Брза смеђа лисица скаче преко спорог пса. | не                                                                                                 |
| Португалски (Бразилски) | .        | Разроке зебре с Јаве желе да пошаљу факс џиновским девојкама из Њујорка. | да                                                                                                 |
| Румунски                | .        | Брза смеђа лисица скаче преко лењог пса. | не                                                                                                 |
| Руски                   | .        | Поједи још ових меких француских кифли па попиј чај. (користи се у Windows-у ) | да                                                                                                 |
| Словачки                | .        | Јато срећних детлића на ушћу реке Вах учи тихог коња да грицка кору и једе свеже месо. (Модификована реченица која садржи све акценте и дијакритике.)                                                                  | да                                                                                                 |
| Словеначки              | .        | Шериф ће за вежбу поново кувати домаћу кашу. | да                                                                                                 |
| Српски                  | .        | | да, најкраћи панграм на српском језику                                                             |
| Тајски                  |          | Бити човек вреди више од безосећајне животиње Почни образовати себе Избегавај убијање и невоље Не буди огорчен, не богохули и не псуј Подари опрост и коректност Буди у складу са правилима Доброћудан говор говори ти | да                                                                                                 |
| Турски                  | .        | Пацијенти у пиџами су брзо поверовали гаравом возачу. | да                                                                                                 |
| Фински                  | .        | Лукава црвенодлака лисица вирила је иза лењог пса. | не                                                                                                 |
| Француски               | .        | Нејасан глас срца који воли јело од кивија на поветарцу. (користи се у Windows-у ) | да, укључујући и дијакритике, осим циркумфлекса                                                    |
| Хебрејски               | .        | Ретка риба је пловила бистрим морем и изненада нашла фино друштво које се управо појавило. | да (не укључује коначне форме)                                                                     |
| Холандски               | .        | Очев паметни рис је побожно гледао чврсти акведукт. | да (не укључује акцента)                                                                           |
| Чешки                   | .        | Превише жут коњ је вапио ђаволске оде. | не (али користи све дијакритичке знаке)                                                            |
| Шведски                 | .        | Летеће шљуке радо траже одмор на меким травнатим креветима. (са застарелим шведским изговором и граматиком) | осим и                                                                                             |
| Шпански                 | .        | Брзи хиндустански слепи миш је срећан јео чичак и киви. Рода је свирала саксофон иза сламнате ограде. | да                                                                                                 |
| Украјински              | !        | Чујеш их, кћери, а? Смешна си, опрости се без доколеница! | да                                                                                                 |